# Laurie Anderson
Laurie Anderson (Glen Ellyn, Illinois; 5 de junio de 1947) es una cantante, violinista, poeta, dibujante y artista experimental de performance estadounidense, en los que combina música minimalista, diapositivas y reflexiones irónicas sobre el lenguaje, la política norteamericana, el rol de los sexos y la civilización occidental moderna en su conjunto. 
Ha inventado varios instrumentos, entre ellos el violín de arco de cinta, el cual tiene un cabezal magnético en lugar de cuerdas y una cinta de audio en lugar de las cerdas del arco, y un traje con sensores que disparan diversos sonidos de batería electrónica. 
Estuvo casada con el cantante Lou Reed hasta la muerte del músico el 27 de octubre del 2013.

## Producción artística

### Discografía (parcial)

#### Discos como solista
- Big Science (1982)
- Mister Heartbreak (1984)
- United States Live (estuche 5LP reeditados en 4CD) (1984)
- Home of the Brave (soundtrack album) (1986)
- Strange Angels (1989)
- Bright Red (1994)
- The Ugly One with the Jewels (1995)
- Talk Normal (greatest hits) (2000)
- Life on a String (2001)
- Live in New York (2002)
- Homeland (2010)
- Amelia (2024)

#### Sencillos como solista
- "O Superman (For Massenet)" (1981)
- "Big Science" (1981)
- "Sharkey's Day" (1984)
- "Language is a Virus" (1986)
- "Strange Angels" (1989)
- "Babydoll" (1989)
- "In Our Sleep" (1994) (con Lou Reed)

#### Colaboraciones
- "New Music for Electronic & Recorded Media" (1977)
- "AIRWAVES" (1977) (One Ten Records)
- "The Nova Convention" (1979)
- "You're the guy I want to share my money with" (1981)
- "You're a Hook" (1983)
- "Les Ailes du désir " (1989) (Bande originale)
- "A chance operation - The john Cage tribute" (1993)
- "Zoolook"- Jean-Michel Jarre (1984)
- "So"- Peter Gabriel (1986)
- "Metamorphoses"- Jean-Michel Jarre (2000)
- "Electronica 1- The time machine"- Jean-Michel Jarre (2015)
- "Tonight" - Blondie (2017)

### Libros
- CD-ROM "Puppet Motel" (1994)
- "Rien dans les poches (Nothing In My Pockets)" (2006), un diario sonoro íntimo en 2 partes de una hora, coproducido y distribuido por France Culture.